# Єщенко Анастасія Олегівна
Анастасі́я Оле́гівна Є́щенко (рос. Анастасия Олеговна Ещенко; 26 квітня 1995, Старовеличковська, Калінінський район, Краснодарський край — 8 листопада 2019, Санкт-Петербург) — аспірантка  Санкт-Петербурзького державного університету, убита доцентом СПбДУ, відомим російським істориком Олегом Соколовим. Подія отримала великий суспільний резонанс у Росії і поза її межами.

## Біографія
Народилась на Кубані, у станиці Старовеличковській, що веде свій початок від Величковського куреня Війська Запорозького.
2012 року закінчила старовеличковську школу № 4 з золотою медаллю. На ЗНО з історії отримала максимальний бал. Неодноразово брала участь у різних етапах Всеросійської шкільної олімпіади з історії, посідаючи в тому числі перші місця. 
Вступила в Санкт-Петербурзький державний університет (СПбДУ), на кафедру Історії Росії з найдавніших часів до ХХ століття. Одночасно з навчанням підробляла репетитором.
2016 року закінчила університет з відзнакою. В магістратурі науковим керівником і іноді співавтором Анастасії був Олег Соколов. Він також часто брав її у поїздки з Санкт-Петербурга в Москву.

## Сім'я
- Батько — Олег Єщенко, учитель фізкультури в місцевій школі №4, яку закінчила його дочка[3][4]. Вигравав конкурс «Учитель року», ставав переможцем крайового конкурсу «Самий класний класний».
- Мати — Галина Єщенко, підполковник МВС Росії.
- Молодший брат — Сергій Єщенко, капітан і воротар юнацької збірної Росії з футболу[3].
- Дід — Сергій Іванович Єщенко, колишній футболіст і футбольний тренер[5].

## Убивство
Останні п'ять років Анастасія зустрічалася, а потім проживала разом зі своїм науковим керівником і співавтором наукових праць Олегом Соколовим. 9 листопада 2019 року Соколова затримали за підозрою в убивстві Єщенко. 8 листопада, після жорстокої сварки, він у своїй квартирі застрелив сплячу Єщенко чотирма пострілами з саморобного обрізу, 9 листопада розчленував тіло і намагався по частинах утопити в Мойці. Єщенко була похована на кладовищі в станиці Старовеличковській.

## Наукові публикації
- Соколов О. В., Ещенко А. О. Российский посланник при дворе Жозефа Бонапарта в 1809—1812 гг. [Архівовано 26 листопада 2019 у Wayback Machine.] // Труды кафедры истории Нового и новейшего времени Санкт-Петербургского государственного университета. — 2017. — № 17 (2). — С. 26—47.
- Соколов О. В., Ещенко А. О. Российская дипломатия в Испании в 1812 году, или Немецкий «Хлестаков» // Клио. — 2017. — Т. 9. — С. 170—180.
- Ещенко А. О. Наполеоновская Испания: Король Жозеф и «Los afrancesados»: перспектива сотрудничества [Архівовано 24 лютого 2020 у Wayback Machine.] // Труды кафедры истории Нового и новейшего времени Санкт-Петербургского государственного университета. — 2018. № 18 (1). — С. 57—79.
- Ещенко А. О. Война за независимость Испании 1808—1814 гг. в исторической памяти испанской нации (XIX — начало XX вв.) [Архівовано 26 листопада 2019 у Wayback Machine.] // Труды кафедры истории Нового и новейшего времени Санкт-Петербургского государственного университета. — 2018. — № 18 (2). — С. 196—217.
- Соколов О. В., Ещенко А. О. Ранний период Наполеоновских войн глазами художника и воина Луи-Франсуа Лежена [Архівовано 11 листопада 2019 у Wayback Machine.] // Известия Уральского федерального университета. — 2019. — Т. 21, № 2 (187). — С. 95—107. — (Сер. 2. Гуманитарные науки).